# 7602 Yidaeam
7602 Yidaeam eller 1994 YW1 är en asteroid i huvudbältet som upptäcktes den 31 december 1994 av den japanska astronomen Takao Kobayashi vid Ōizumi-observatoriet. Den är uppkallad efter Dae-am Yi.
Asteroiden har en diameter på ungefär 8 kilometer och den tillhör asteroidgruppen Eos.